# Le Burgaud
Pour les articles homonymes, voir Burgaud.
Le Burgaud (Le Burgau en occitan) est une commune française située dans le nord du département de la Haute-Garonne, en région Occitanie. Sur le plan historique et culturel, la commune est dans le pays de Rivière-Verdun, un petit pays d'élection de l'est de la Gascogne, à l'écart des grandes voies de communication, et s'étageant sur les terrasses de la rive gauche de la Garonne, entre la vallée de la Save et la Lomagne, et se prolongeant en Gascogne toulousaine.
Exposée à un climat océanique altéré, elle est drainée par le ruisseau de Marguestaud, le ruisseau Galinas, le ruisseau de la Goutoule, le ruisseau Secourieu et par divers autres petits cours d'eau. La commune possède un patrimoine naturel remarquable composé d'une zone naturelle d'intérêt écologique, faunistique et floristique.
Le Burgaud est une commune rurale qui compte 937 habitants en 2022, après avoir connu une forte hausse de la population depuis 1975. Elle fait partie de l'aire d'attraction de Toulouse. Ses habitants sont appelés les Burgaudains ou  Burgaudaines.

## Géographie

### Localisation
La commune du Burgaud se trouve dans le département de la Haute-Garonne, en région Occitanie.
Elle se situe à 31 km à vol d'oiseau de Toulouse, préfecture du département, et à 23 km de Léguevin, bureau centralisateur du canton de Léguevin dont dépend la commune depuis 2015 pour les élections départementales.
La commune fait en outre partie du bassin de vie de Verdun-sur-Garonne.
Les communes les plus proches sont : 
Saint-Cézert (2,9 km), Bellesserre (4,3 km), Aucamville (4,3 km), Beaupuy (4,7 km), Savenès (5,0 km), Launac (6,0 km), Bouillac (6,4 km), Lagraulet-Saint-Nicolas (6,7 km).
Sur le plan historique et culturel, Le Burgaud fait partie du pays de Rivière-Verdun, un petit pays d'élection de l'est de la Gascogne sis à l'écart des grandes voies de communication. Ce territoire s'étage sur les terrasses de la rive gauche de la Garonne, entre la vallée de la Save et la Lomagne, et se prolonge plein est en Gascogne toulousaine.
Le Burgaud est limitrophe de sept autres communes dont trois dans le département de Tarn-et-Garonne.
Les communes limitrophes sont  Aucamville, Beaupuy, Bellesserre, Drudas, Launac, Saint-Cézert et Savenès.
| Beaupuy (Tarn-et-Garonne) | Savenès (Tarn-et-Garonne) |                              |
| Bellesserre               | du Burgaud                | Aucamville (Tarn-et-Garonne) |
| Drudas                    | Launac                    | Saint-Cézert                 |

### Géologie et relief
La superficie de la commune est de 2 418 hectares ; son altitude varie de 143  à   253 mètres.

### Hydrographie

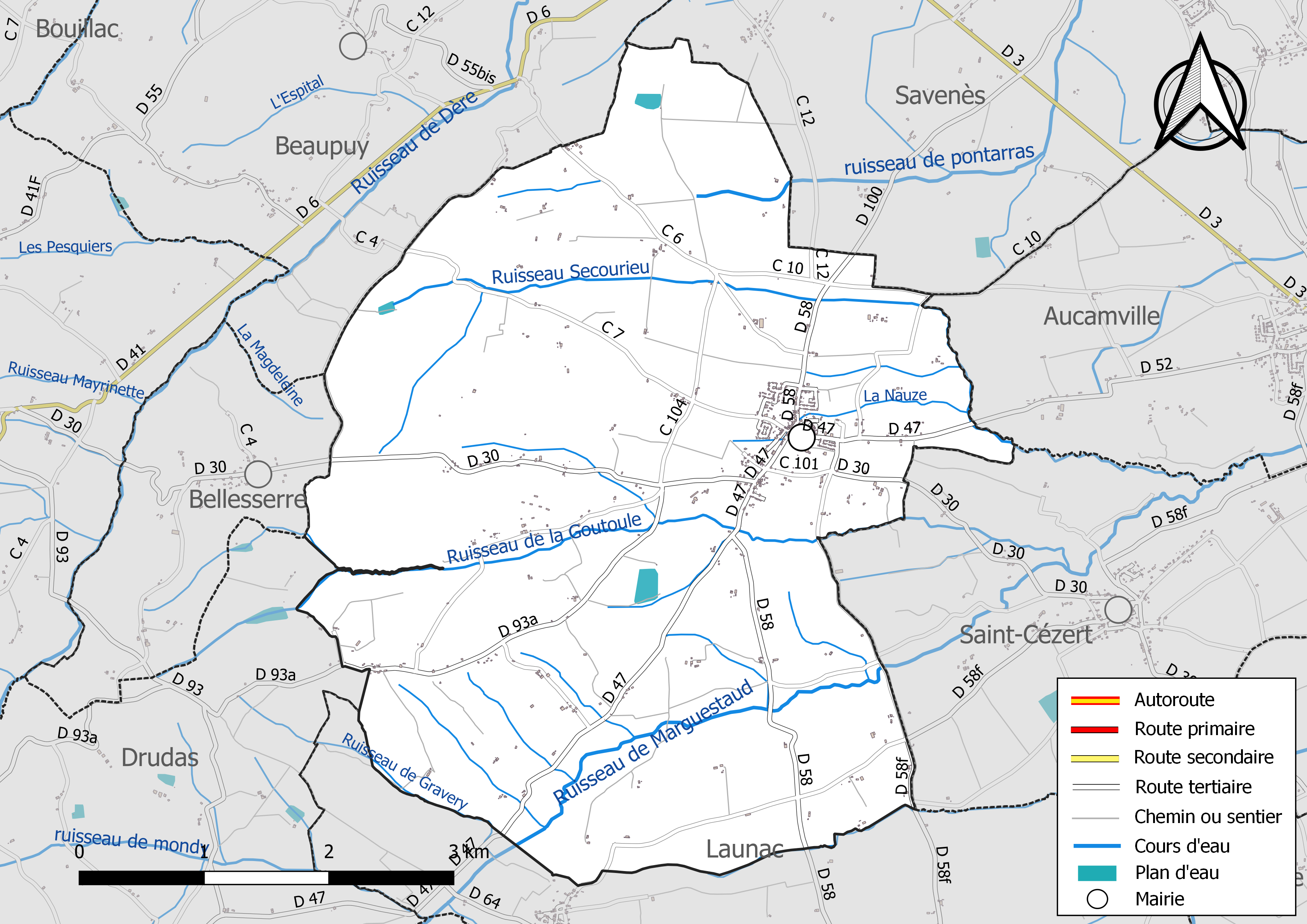
Réseaux hydrographique et routier duBurgaud.

La commune est dans le bassin de la Garonne, au sein du bassin hydrographique Adour-Garonne. Elle est drainée par le ruisseau de Marguestaud, le ruisseau Galinas, le ruisseau de la Goutoule, le ruisseau Secourieu, la Nauze, le ruisseau de Larrivet et par divers petits cours d'eau, constituant un réseau hydrographique de 31 km de longueur totale,.
Le ruisseau de Marguestaud, d'une longueur totale de 23,2 km, prend sa source dans la commune de Caubiac et s'écoule du sud-ouest vers le nord-est. Il traverse la commune et se jette dans la Garonne à Verdun-sur-Garonne, après avoir traversé 10 communes.
Le ruisseau Galinas, d'une longueur totale de 11,3 km, prend sa source dans la commune et s'écoule vers le nord. Il traverse la commune et se jette dans le ruisseau de Nadesse à Verdun-sur-Garonne, après avoir traversé 3 communes.

### Climat
Pour des articles plus généraux, voir Climat de l'Occitanie et Climat de la Haute-Garonne.
En 2010, le climat de la commune est de type climat du Bassin du Sud-Ouest, selon une étude s'appuyant sur une série de données couvrant la période 1971-2000. En 2020, Météo-France publie une typologie des climats de la France métropolitaine dans laquelle la commune est exposée à un climat océanique altéré et est dans la région climatique Aquitaine, Gascogne, caractérisée par une pluviométrie abondante au printemps, modérée en automne, un faible ensoleillement au printemps, un été chaud (19,5 °C), des vents faibles, des brouillards fréquents en automne et en hiver et des orages fréquents en été (15 à 20 jours).
Pour la période 1971-2000, la température annuelle moyenne est de 13,3 °C, avec une amplitude thermique annuelle de 15,9 °C. Le cumul annuel moyen de précipitations est de 718 mm, avec 9,5 jours de précipitations en janvier et 5,5 jours en juillet. Pour la période 1991-2020, la température moyenne annuelle observée sur la station météorologique la plus proche, située sur la commune de Blagnac à 25 km à vol d'oiseau, est de 14,2 °C et le cumul annuel moyen de précipitations est de 627,0 mm,. Pour l'avenir, les paramètres climatiques de la commune estimés pour 2050 selon différents scénarios d'émission de gaz à effet de serre sont consultables sur un site dédié publié par Météo-France en novembre 2022.

### Milieux naturels et biodiversité

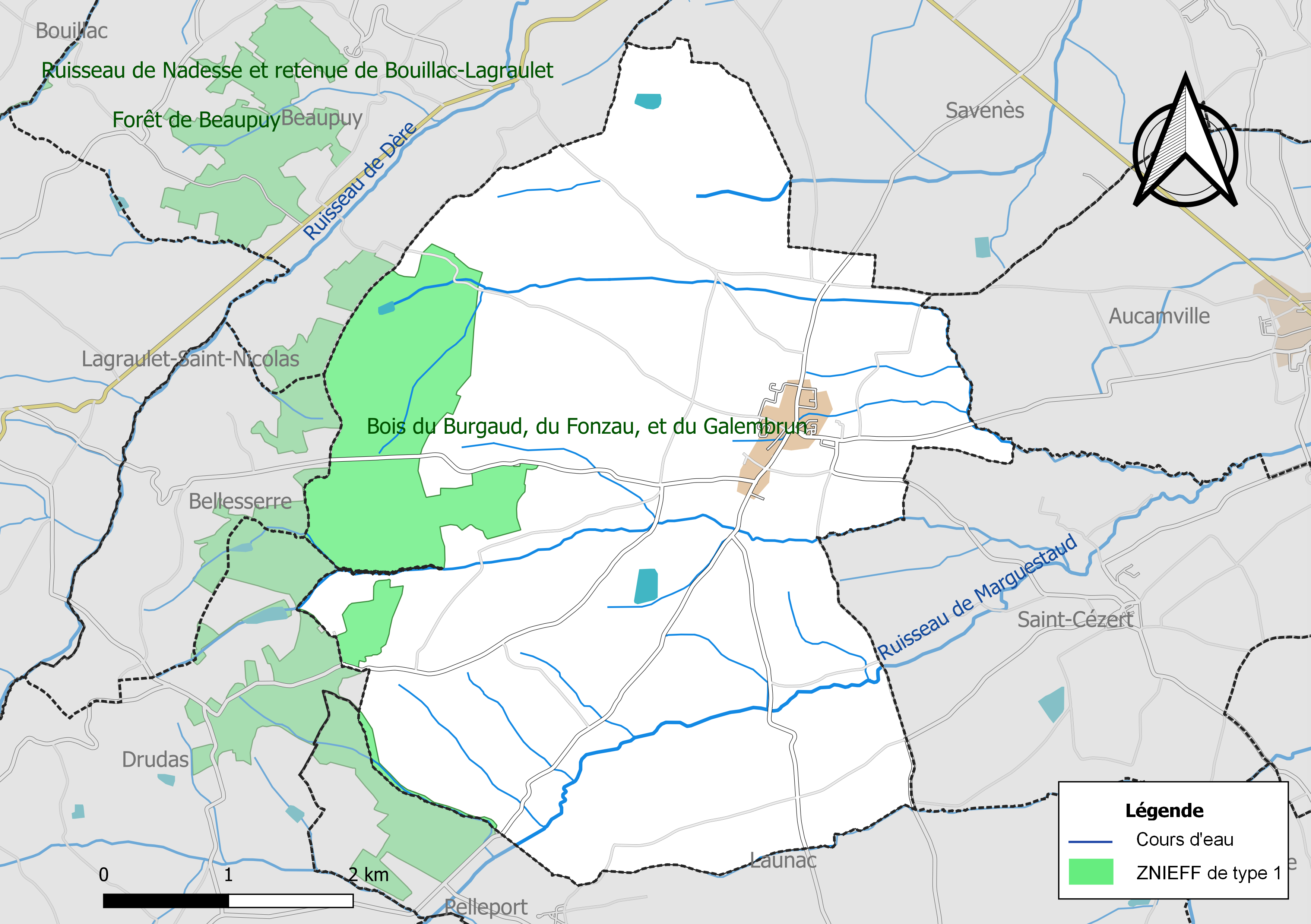
Carte de la ZNIEFF de type 1 localisée sur la commune.

L’inventaire des zones naturelles d'intérêt écologique, faunistique et floristique (ZNIEFF) a pour objectif de réaliser une couverture des zones les plus intéressantes sur le plan écologique, essentiellement dans la perspective d’améliorer la connaissance du patrimoine naturel national et de fournir aux différents décideurs un outil d’aide à la prise en compte de l’environnement dans l’aménagement du territoire.
Une ZNIEFF de type 1 est recensée sur la commune :
les « bois du Burgaud, du Fonzau, et du Galembrun » (560 ha), couvrant 5 communes dont quatre dans la Haute-Garonne et une dans le Tarn-et-Garonne.

## Urbanisme

### Typologie
Au 1er janvier 2024, Le Burgaud est catégorisée commune rurale à habitat dispersé, selon la nouvelle grille communale de densité à sept niveaux définie par l'Insee en 2022.
Elle est située hors unité urbaine. Par ailleurs la commune fait partie de l'aire d'attraction de Toulouse, dont elle est une commune de la couronne,. Cette aire, qui regroupe 527 communes, est catégorisée dans les aires de 700 000 habitants ou plus (hors Paris),.

### Occupation des sols
L'occupation des sols de la commune, telle qu'elle ressort de la base de données européenne d’occupation biophysique des sols Corine Land Cover (CLC), est marquée par l'importance des territoires agricoles (85,1 % en 2018), en diminution par rapport à 1990 (86,6 %). La répartition détaillée en 2018 est la suivante : 
terres arables (72,2 %), forêts (13,4 %), zones agricoles hétérogènes (12,8 %), zones urbanisées (1,5 %). L'évolution de l’occupation des sols de la commune et de ses infrastructures peut être observée sur les différentes représentations cartographiques du territoire : la carte de Cassini (XVIIIe siècle), la carte d'état-major (1820-1866) et les cartes ou photos aériennes de l'IGN pour la période actuelle (1950 à aujourd'hui).

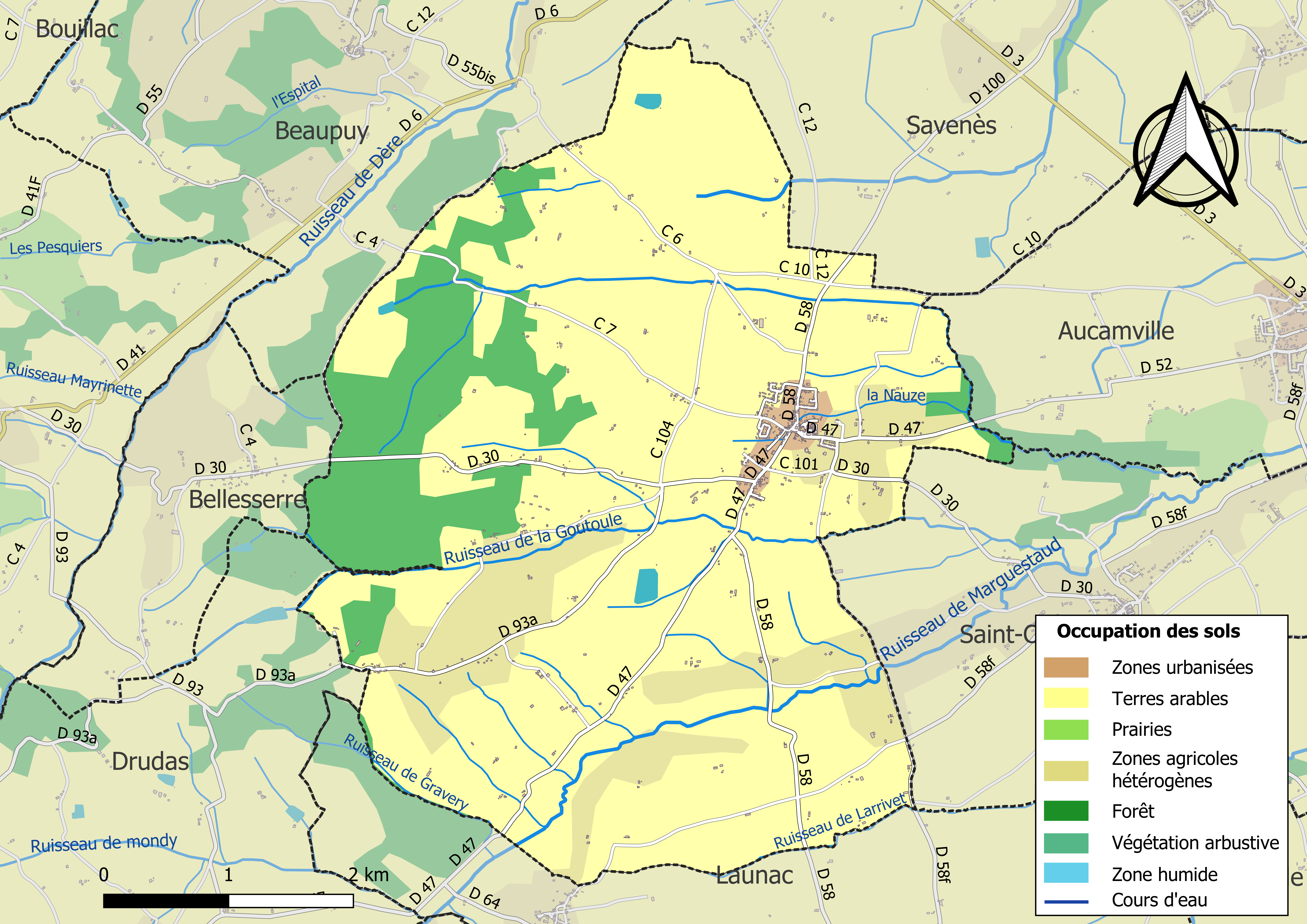
Carte des infrastructures et de l'occupation des sols de la commune en 2018 (CLC).

### Voies de communication et transports
La ligne 326 du Réseau liO Arc-en-Ciel relie la commune à la gare de Castelnau-d'Estrétefonds ; la ligne 328 permet de rejoindre Grenade et Launac depuis la commune.
- Par la route : Aucune grande route ne passe dans le village mais la D3 et la D6 sont à proximité du village.
- Par le train : la gare la plus proche est la gare de Castelnau-d'Estrétefonds, située sur la ligne Bordeaux - Toulouse.
- Par l'avion : l'aéroport le plus proche est l'aéroport international de Toulouse-Blagnac.

### Risques majeurs
Le territoire de la commune duBurgaud est vulnérable à différents aléas naturels : météorologiques (tempête, orage, neige, grand froid, canicule ou sécheresse), inondations et séisme (sismicité très faible). Un site publié par le BRGM permet d'évaluer simplement et rapidement les risques d'un bien localisé soit par son adresse soit par le numéro de sa parcelle.
Certaines parties du territoire communal sont susceptibles d’être affectées par le risque d’inondation par débordement de cours d'eau, notamment le ruisseau Galinas. La commune a été reconnue en état de catastrophe naturelle au titre des dommages causés par les inondations et coulées de boue survenues en 1982, 1999, 2009 et 2017,.

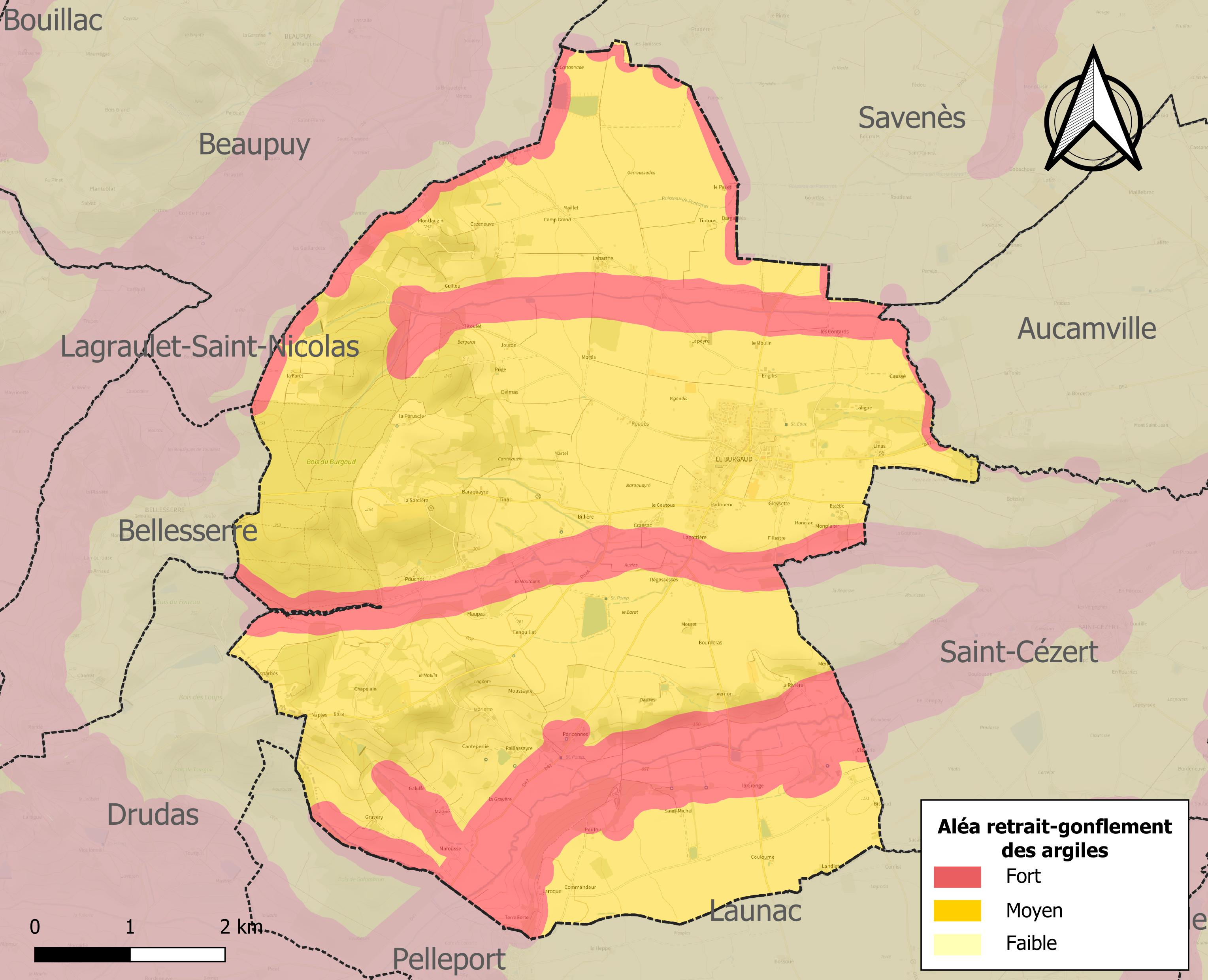
Carte des zones d'aléa retrait-gonflement des sols argileux duBurgaud.

Le retrait-gonflement des sols argileux est susceptible d'engendrer des dommages importants aux bâtiments en cas d’alternance de périodes de sécheresse et de pluie. La totalité de la commune est en aléa moyen ou fort (88,8 % au niveau départemental et 48,5 % au niveau national). Sur les 373 bâtiments dénombrés sur la commune en 2019, 373 sont en aléa moyen ou fort, soit 100 %, à comparer aux 98 % au niveau départemental et 54 % au niveau national. Une cartographie de l'exposition du territoire national au retrait gonflement des sols argileux est disponible sur le site du BRGM,.
Par ailleurs, afin de mieux appréhender le risque d’affaissement de terrain, l'inventaire national des cavités souterraines permet de localiser celles situées sur la commune.
Concernant les mouvements de terrains, la commune a été reconnue en état de catastrophe naturelle au titre des dommages causés par la sécheresse en 1989, 1991, 1994, 1998, 2002, 2003, 2011, 2015 et 2016 et par des mouvements de terrain en 1999.

## Histoire
En 1360, les consuls firent construire des murs bordés par des fossés. La partie intra-muros était appelée « la ville ». Le quartier correspondant porte toujours ce nom, en opposition au   « village » qui est la partie située autour de la halle. Le puits ainsi que les anciens fossés qui bordent l’église, le sud et l’est du village, sont aujourd’hui des souvenirs de l’époque médiévale. Les maisons les plus anciennes du Burgaud sont construites en pans de bois,,.

### Les Hospitaliers
En 1214, le seigneur du Burgaud, Bertrand de Cobirac, fit don de ses terres à l’ordre de Saint-Jean de Jérusalem. Le Burgaud devint une commanderie de l’Ordre en 1215. Elle exista jusqu’à la Révolution,. La maison forte du commandeur, aujourd’hui disparue, se situait sur l’actuelle place de l’église. On cultivait alors beaucoup de vignes au Burgaud et le chai se trouvait dans la maison du Commandeur. Une quarantaine de maisons étaient groupées autour de l’église. Les habitants choisissaient chaque année les quatre consuls qui les représenteraient auprès du Commandeur.

### Héraldique
| Blason de Burgaud (Le) | Blason  | D’azur au lion d’or, à la filière du même.       |
| Blason de Burgaud (Le) | Détails | Le statut officiel du blason reste à déterminer. |

## Politique et administration

### Administration municipale
Le nombre d'habitants au recensement de 2017 étant compris entre 500 habitants et 1 499 habitants, le nombre de membres du conseil municipal pour l'élection de 2020 est de quinze,.

### Rattachements administratifs et électoraux
Commune faisant partie de la cinquième circonscription de la Haute-Garonne, de la communauté de communes des Hauts Tolosans et du canton de Léguevin (avant le redécoupage départemental de 2014, Le Burgaud faisait partie de l'ex-canton de Grenade) et avant le 1er janvier 2017 de la communauté de communes de Save et Garonne.

### Liste des maires

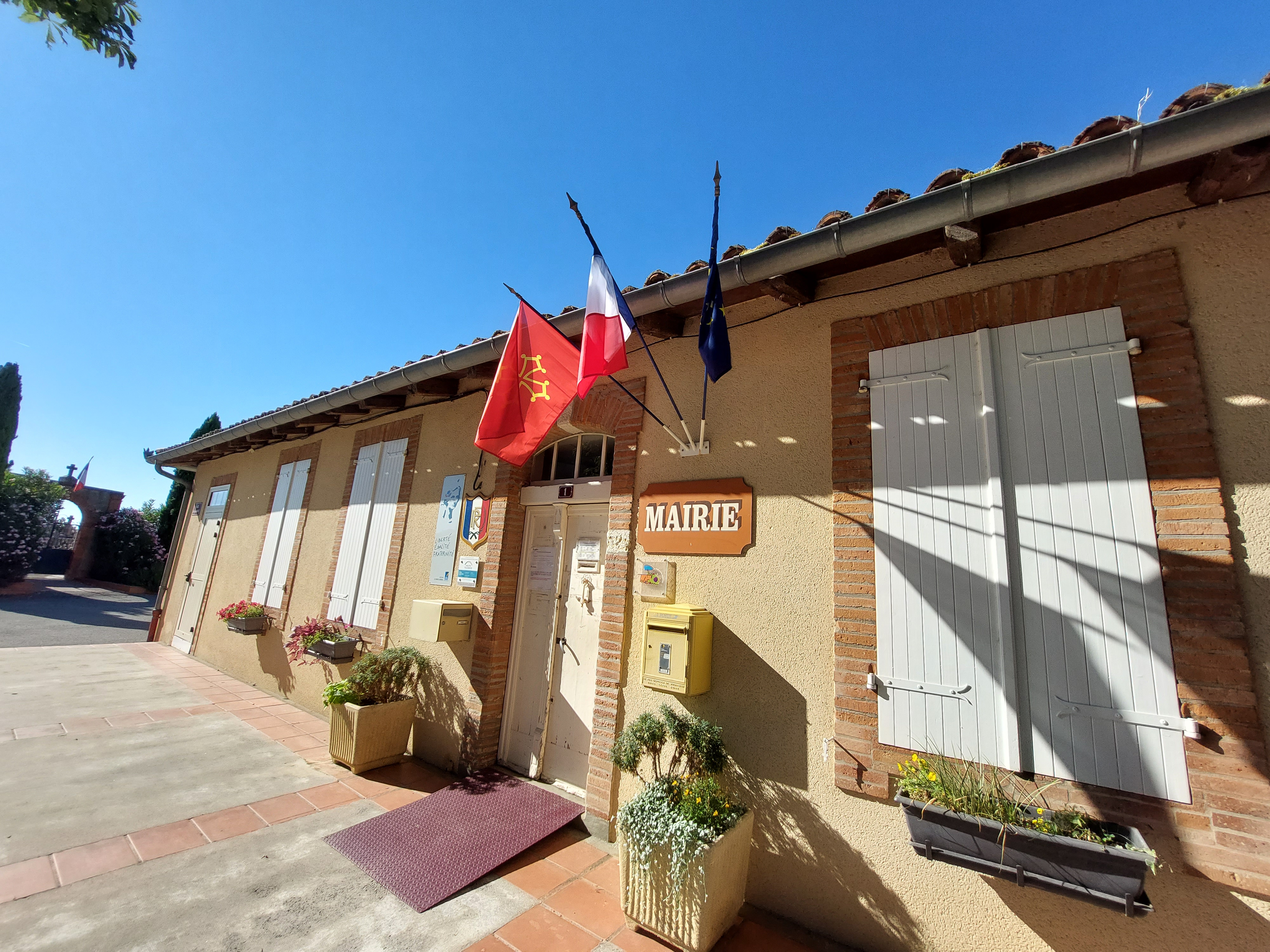
La mairie

| Période                                  | Période                         | Identité                   | Étiquette  | Qualité              |
| ---------------------------------------- | ------------------------------- | -------------------------- | ---------- | -------------------- |
| Les données manquantes sont à compléter. |                                 |                            |            |                      |
| entre juillet et septembre 1856          | entre septembre et octobre 1860 | Paul Quérci                |            | Charron, Cultivateur |
| entre Novembre et Décembre 1876          | Décembre 1877                   | Jean Jeune Dargassies      |            |                      |
| Janvier 1878                             | après 1913                      | Pierre Lagardelle          |            |                      |
|                                          | octobre 1938                    | Jean Baptiste Laurens      |            |                      |
| octobre 1938                             |                                 | Adrien Landry Laffite      |            |                      |
| août 1944                                | Mai 1945                        | Richard Georges            | socialiste | Homme Politique      |
| mai 1945                                 | 1971                            | Joseph Vincent             |            |                      |
| 1971                                     | 1983                            | Maurice Duffaut            |            |                      |
| 1983                                     | 1989                            | (Jean, Paul) Siméon Pehaut |            |                      |
| 1989                                     | 1995                            | Maurice Duffaut            |            |                      |
| juin 1995                                | mars 2014                       | Didier Roujean             |            |                      |
| mars 2014                                | En cours                        | Laurent Zanetti            | SE         | Cadre                |

- La mairie

## Population et société

### Démographie
L'évolution du nombre d'habitants est connue à travers les recensements de la population effectués dans la commune depuis 1793. Pour les communes de moins de 10 000 habitants, une enquête de recensement portant sur toute la population est réalisée tous les cinq ans, les populations de référence des années intermédiaires étant quant à elles estimées par interpolation ou extrapolation. Pour la commune, le premier recensement exhaustif entrant dans le cadre du nouveau dispositif a été réalisé en 2005.

En 2022, la commune comptait 937 habitants, en évolution de −1,88 % par rapport à 2016 (Haute-Garonne : +8,02 %, France hors Mayotte : +2,11 %).
| 1793 | 1800 | 1806 | 1821 | 1831 | 1836 | 1841 | 1846 | 1851 |
| ---- | ---- | ---- | ---- | ---- | ---- | ---- | ---- | ---- |
| 800  | 740  | 811  | 884  | 859  | 928  | 896  | 890  | 840  |

| 1856 | 1861 | 1866 | 1872 | 1876 | 1881 | 1886 | 1891 | 1896 |
| ---- | ---- | ---- | ---- | ---- | ---- | ---- | ---- | ---- |
| 840  | 865  | 862  | 804  | 781  | 770  | 717  | 695  | 715  |

| 1901 | 1906 | 1911 | 1921 | 1926 | 1931 | 1936 | 1946 | 1954 |
| ---- | ---- | ---- | ---- | ---- | ---- | ---- | ---- | ---- |
| 687  | 640  | 658  | 548  | 591  | 567  | 563  | 573  | 576  |

| 1962 | 1968 | 1975 | 1982 | 1990 | 1999 | 2005 | 2006 | 2010 |
| ---- | ---- | ---- | ---- | ---- | ---- | ---- | ---- | ---- |
| 509  | 419  | 397  | 419  | 429  | 484  | 542  | 546  | 710  |

| 2015 | 2020 | 2022 | - | - | - | - | - | - |
| ---- | ---- | ---- | - | - | - | - | - | - |
| 939  | 943  | 937  | - | - | - | - | - | - |

| selon la population municipale des années : | 1968 | 1975 | 1982 | 1990 | 1999 | 2006 | 2009 | 2013 |
| Rang de la commune dans le département      | 194  | 224  | 196  | 222  | 210  | 213  | 203  | 176  |
| Nombre de communes du département           | 592  | 582  | 586  | 588  | 588  | 588  | 589  | 589  |

### Enseignement
Le Burgaud fait partie de l'académie de Toulouse. L'école du Burgaud regroupe les élèves du village et ceux de Saint-Cézert. Les collégiens sont au collège de Cadours et les lycéens au lycée de Pibrac.

### Culture et festivités
Salle des fêtes,

#### Loisirs
Animaparc (parc animalier et de loisirs)

### Activités sportives
Tennis, pétanque, chasse,

### Écologie et recyclage
La collecte et le traitement des déchets des ménages et des déchets assimilés ainsi que la protection et la mise en valeur de l'environnement se font dans le cadre de la communauté de communes de Save et Garonne.

## Économie

### Revenus
En 2018  (données Insee publiées en septembre 2021), la commune compte 336 ménages fiscaux, regroupant 903 personnes. La médiane du revenu disponible par unité de consommation est de 21 610 € (23 140 € dans le département).

### Emploi
|                | 2008  | 2013  | 2018  |
| -------------- | ----- | ----- | ----- |
| Commune        | 3,5 % | 8,4 % | 6,6 % |
| Département    | 7,7 % | 9,6 % | 9,3 % |
| France entière | 8,3 % | 10 %  | 10 %  |

En 2018, la population âgée de 15 à 64 ans s'élève à 609 personnes, parmi lesquelles on compte 82,7 % d'actifs (76,1 % ayant un emploi et 6,6 % de chômeurs) et 17,3 % d'inactifs,. Depuis 2008, le taux de chômage communal (au sens du recensement) des 15-64 ans est inférieur à celui de la France et du département.
La commune fait partie de la couronne de l'aire d'attraction de Toulouse, du fait qu'au moins 15 % des actifs travaillent dans le pôle,. Elle compte 118 emplois en 2018, contre 95 en 2013 et 65 en 2008. Le nombre d'actifs ayant un emploi résidant dans la commune est de 472, soit un indicateur de concentration d'emploi de 25,1 % et un taux d'activité parmi les 15 ans ou plus de 68,6 %.
Sur ces 472 actifs de 15 ans ou plus ayant un emploi, 71 travaillent dans la commune, soit 15 % des habitants. Pour se rendre au travail, 88,6 % des habitants utilisent un véhicule personnel ou de fonction à quatre roues, 2,6 % les transports en commun, 4,4 % s'y rendent en deux-roues, à vélo ou à pied et 4,4 % n'ont pas besoin de transport (travail au domicile).

### Activités hors agriculture
54 établissements sont implantés  au Burgaud au 31 décembre 2019. Le tableau ci-dessous en détaille le nombre par secteur d'activité et compare les ratios avec ceux du département,.
| Secteur d'activité                                                                                        | Commune | Commune | Département |
| Secteur d'activité                                                                                        | Nombre  | %       | %           |
| --- | ------- | ------- | ----------- |
| Ensemble                                                                                                  | 54      |         |             |
| Industrie manufacturière, industries extractives et autres                                                | 5       | 9,3 %   | (5,7 %)     |
| Construction                                                                                              | 13      | 24,1 %  | (12 %)      |
| Commerce de gros et de détail, transports, hébergement et restauration                                    | 8       | 14,8 %  | (25,9 %)    |
| Information et communication                                                                              | 1       | 1,9 %   | (4,1 %)     |
| Activités spécialisées, scientifiques et techniques et activités de services administratifs et de soutien | 9       | 16,7 %  | (19,8 %)    |
| Administration publique, enseignement, santé humaine et action sociale                                    | 9       | 16,7 %  | (16,6 %)    |
| Autres activités de services                                                                              | 9       | 16,7 %  | (7,9 %)     |

Le secteur de la construction est prépondérant sur la commune puisqu'il représente 24,1 % du nombre total d'établissements de la commune (13 sur les 54 entreprises implantées  au Le Burgaud), contre 12 % au niveau départemental.

### Agriculture
La commune est dans les « Coteaux du Gers », une petite région agricole occupant une partie nord-ouest du département de la Haute-Garonne, caractérisée par une succession de coteaux peu accidentés, les surfaces cultivées étant entièrement dévolues aux grandes cultures. En 2020, l'orientation technico-économique de l'agriculture  sur la commune est l'exploitation de grandes cultures (hors céréales et oléoprotéagineuses).
|               | 1988  | 2000  | 2010  | 2020  |
| ------------- | ----- | ----- | ----- | ----- |
| Exploitations | 55    | 34    | 31    | 29    |
| SAU (ha)      | 1 770 | 1 784 | 1 946 | 1 993 |

Le nombre d'exploitations agricoles en activité et ayant leur siège dans la commune est passé de 55 lors du recensement agricole de 1988  à 34 en 2000 puis à 31 en 2010 et enfin à 29 en 2020, soit une baisse de 47 % en 32 ans. Le même mouvement est observé à l'échelle du département qui a perdu pendant cette période 57 % de ses exploitations,. La surface agricole utilisée sur la commune a quant à elle augmenté, passant de 1 770 ha en 1988 à 1 993 ha en 2020. Parallèlement la surface agricole utilisée moyenne par exploitation a augmenté, passant de 32 à 69 ha.

## Culture locale et patrimoine

### Lieux et monuments

#### Halle
La halle se situe dans le quartier du Burgaud nommé « le village », par opposition à « la ville », quartier situé autour de l’église. La date de sa construction est indéterminée. Il semble que les piliers de bois sont situés dans la partie la plus ancienne, alors que les piliers de brique furent ajoutés ultérieurement lors d’un agrandissement de l’édifice en 1837. La halle présente une charpente complexe et une large toiture à quatre pans couverte de tuiles canal. Cette toiture abritait les salles des consuls entre les quatre piliers de bois de la partie centrale. Un des piliers porte encore les traces de l'ancien escalier qui menait à l'étage. Elle fut conçue pour accueillir le marché hebdomadaire et les quatre foires annuelles des 18 mars, 8 mai, 22 août et 5 novembre. Le Burgaud était un village rural où la plupart des habitants étaient des paysans qui venaient vendre ici leurs productions : céréales, légumes, fruits, volaille et viande. De plus, les terres du village étant pauvres, on y cultivait aussi largement la vigne qui se contente d’un sol médiocre. Une petite rivière, la Nauze, traverse le village et longe la halle. Depuis le début du XXe siècle elle est recouverte d’une voûte de brique et cachée sous la chaussée.

#### Église Saint-Jean-Baptiste
La date de construction de l’église Saint-Jean-Baptiste du Burgaud est indéterminée, elle fut dédiée à Saint Léonard à l’origine, puis placée ensuite sous le patronage de Saint Jean Baptiste. Église et place forte à la fois, elle fut équipée de murs crénelés et de meurtrières pour pouvoir fournir un refuge aux villageois menacés. Quatre clefs de voûte furent placées au XVIe siècle lors du voûtement de l’édifice. Elles rappellent l’existence de la commanderie de l’ordre de Saint-Jean de Jérusalem fondée en 1215. En effet, elles sont ornées du blason du Commandeur Honoré de Grasse et surmontées des insignes de la commanderie. Le portail à voussures situé sur le côté de l’église donnait vraisemblablement accès à la maison du Commandeur. De nombreuses transformations du XVIe au XIXe siècle ont donné à l’église son aspect actuel : ouverture des chapelles, création des fonts baptismaux, maître-autel, mise en place du tambour, portail actuel. Le clocher s’effondra en 1705 et le clocher-mur fut reconstruit en 1721. Il reste une cloche antérieure à la Révolution, les autres cloches furent fondues sous la halle et baptisées en 1822. Une cloche fut remplacée en 1955. Les cinq vitraux de la nef datent de 1911.

#### Chapelle Notre-Dame-des-Aubets du Burgaud
Connue alors sous le nom de Sainte-Marie d’Onez, la chapelle est mentionnée dans les archives en 1254. Elle dépendait alors de la Commanderie du Burgaud. En 1494, le chevalier Oddet des Ganges bénit la chapelle qui venait d’être reconstruite. Au milieu du XVIIIe siècle elle continuait d’attirer des pèlerins mais, en 1793, l’édifice et les terrains qui en dépendaient, furent vendus comme bien nationaux. En 1802 l’autel de la chapelle, daté de 1705, fut déplacé à l’église du Burgaud, pour y devenir le maître-autel. Au XIXe siècle la chapelle s’effondrait peu à peu et elle fut acquise par un voisin qui la reconstruisit. Mais elle resta à nouveau à l’abandon, si bien qu’en 1895 elle menaçait ruine. Cependant, de nombreux pèlerins continuaient d’y venir. C’est alors que les habitants des villages alentour ouvrirent une souscription qui permit de bâtir le clocher actuel. En 1948 le diocèse fit l’acquisition du terrain et de la chapelle. Celle-ci fut reconstruite en 1993,.

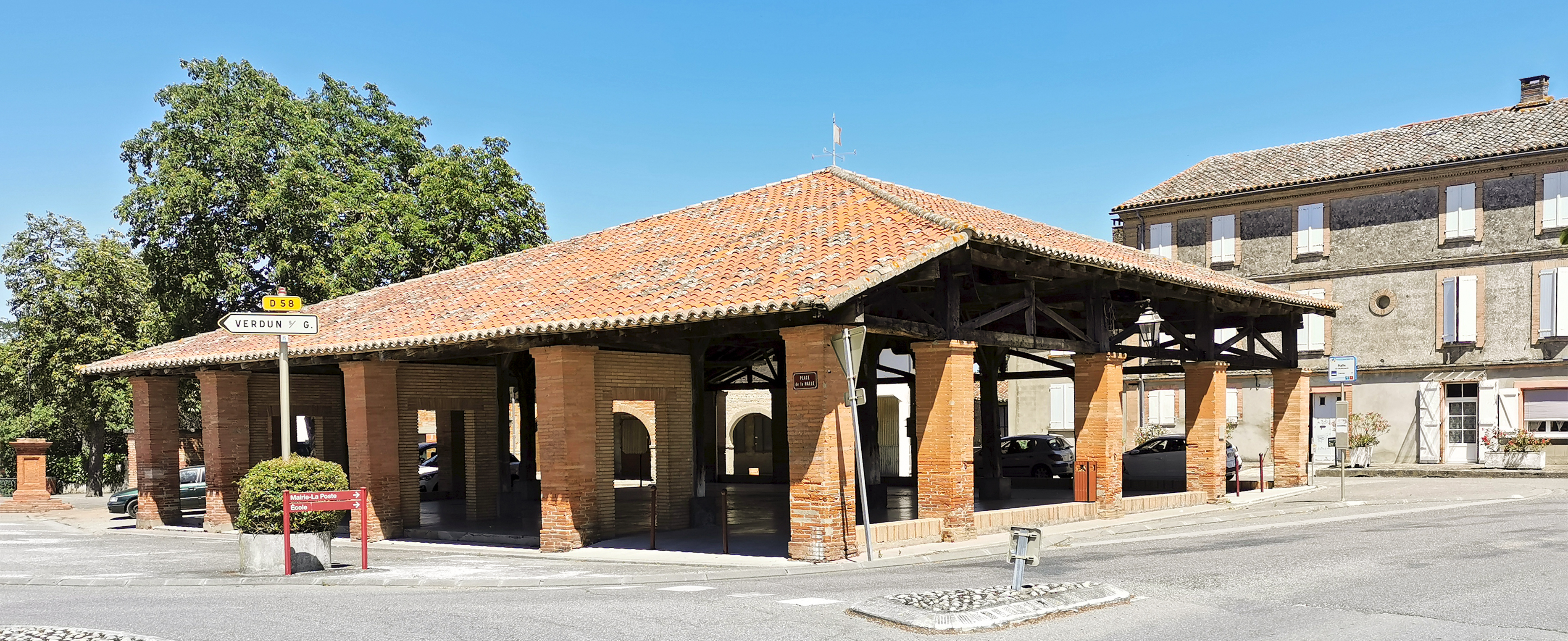
La halle
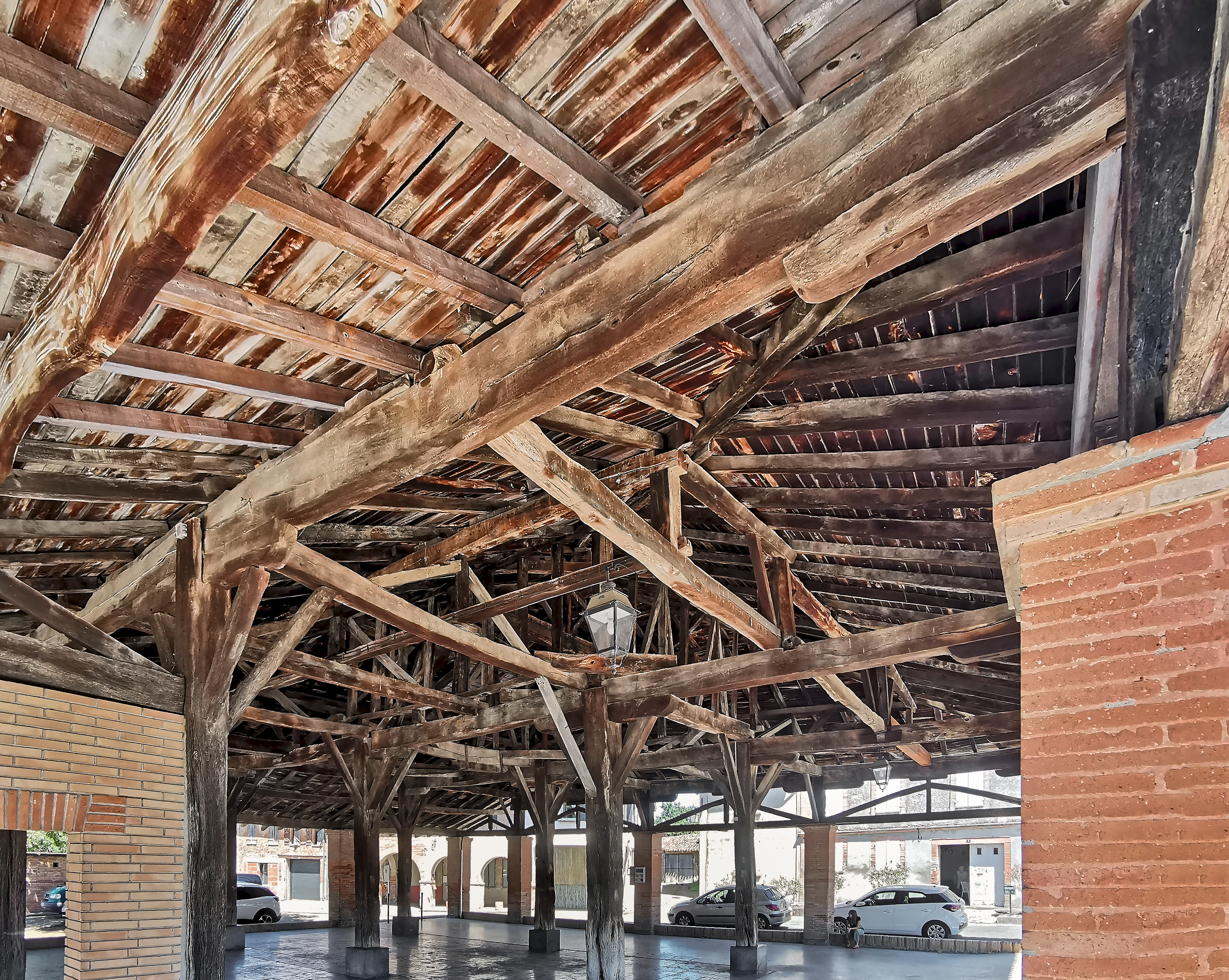
L'intérieur de la halle
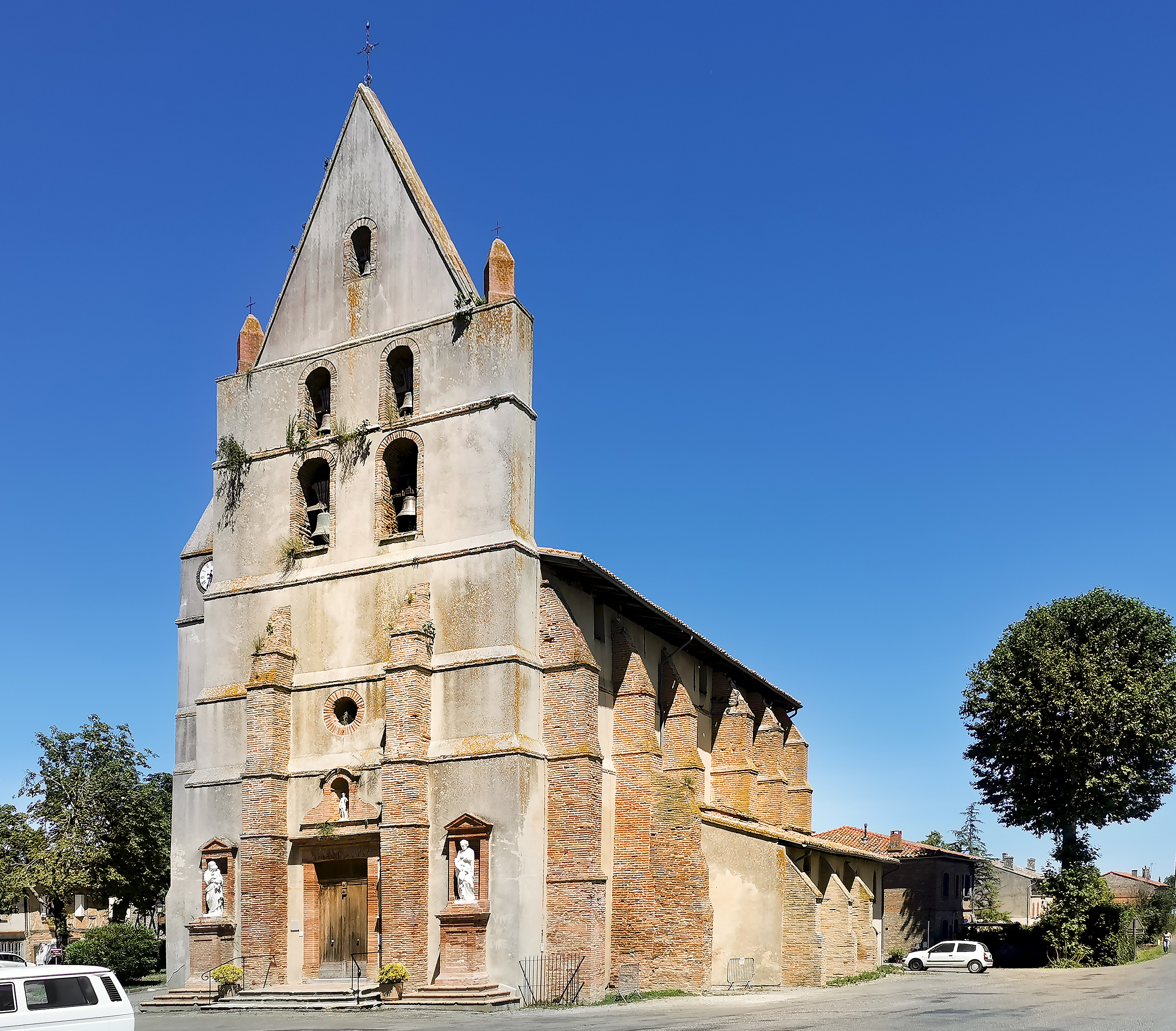
L'église Saint-Jean-Baptiste
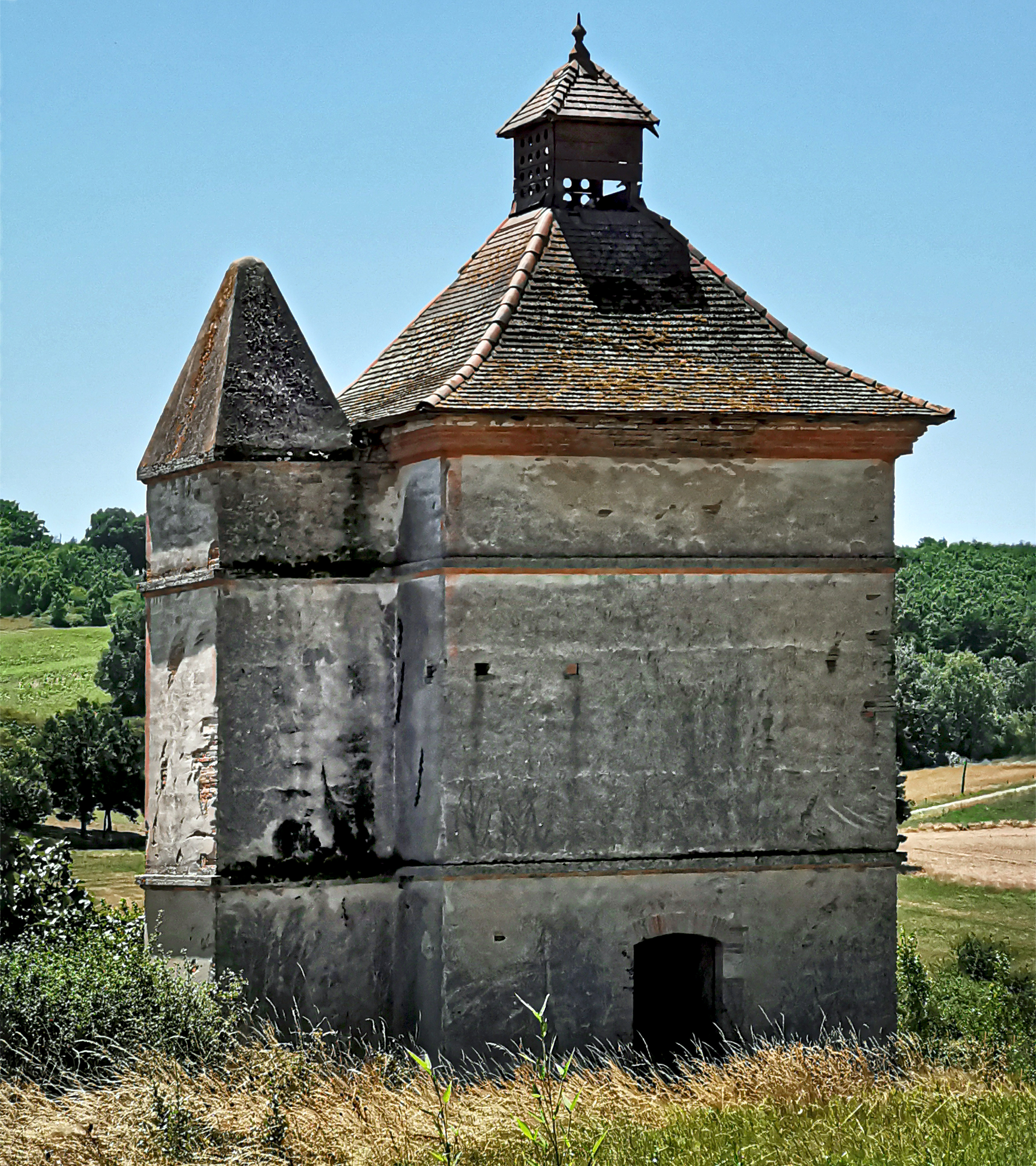
Pigeonnier du XVIIIe siècle à Pouchot

### Personnalités liées à la commune
- Hubert Lagardelle, né au Burgaud le 8 juillet 1874 et décédé à Paris le 20 septembre 1958, penseur français du syndicalisme révolutionnaire. Il a été ministre du Travail du régime de Vichy.
- Famille Bessières
- Richard Georges ancien maire de la commune.

## Pour approfondir